# Suricata
El suricata (Suricata suricatta) és un petit mamífer membre de la família de les mangostes. Habita el desert de Kalahari (Botswana) i a Sud-àfrica. Un clan de suricates acostuma a tenir de 10 a 30 suricates, però algunes grans famílies en contenen més de 50. Tenen una vida mitjana de 12 a 14 anys.

## Descripció
El suricata és una mangosta petita. Els mascles tenen un pes mitjà de 731 grams, mentre que el de les femelles és de 720 grams. El cos i les potes d'aquesta espècie són llargs i esvelts, amb una longitud conjunta del cap i del cos que varia entre 25 i 35 cm. La cua és prima i estilitzada i fa entre 17,5 i 25 centímetres i a diferència d'altres espècies de mangosta no és massa peluda.
El rostre és cònic, acabant en punta al nas. Les orelles són petites i arrodonides, amb forma de mitja lluna. El color del pelatge varia geogràficament. A la part sud de la seva zona de distribució, el color del pelatge és més fosc, mentre que a les regions més àrides del nord, el pelatge és més clar. En general, el color del pelatge està esquitxat de gris, beix o marró amb un tint platejat. El nas és de color marró. Les parts ventrals del cos estan escassament cobertes de pèls. Les urpes davanteres són més llargues per excavar i la cua és de color groguenc amb la punta d'un color negre distintiu. A més, presenta taques fosques al voltant dels ulls i bandes horitzontals fosques al llarg de l'esquena.
El crani presenta grans forats oculars, un arc zigomàtic prim, un procés coronoide de mida mitjana i no té cresta sagital. La fórmula dental és 3/3 I, 1/1 C, 3/3 P i 2/2 M, sumant un total de 36 dents. Les incisives es corben lleugerament i les molars tenen puntes altes i punxegudes.

## Distribució i hàbitat
Els suricates viuen en diverses parts del sud-oest d'Àfrica, incloent el desert de Kalahari (Botswana), el nord i oest de Sud-àfrica, Moçambic, Angola (malgrat que n'hi ha poca població), el sud i oest de Namíbia i a Zimbàbue. Aquestes àrees inclouen la majoria de la punta sud d'Àfrica fins a uns 17° de latitud sud.
La població de suricates va baixar dràsticament entre l'abril del 1994 i el maig del 1995. L'abril del 1994 hi havia una densitat d'1 animal per quilòmetre quadrat, mentre que el maig del 1995 era de 0,32 animals/km².
Habita zones àrides, terra oberta, caracteritzada per petits prats i escassos boscos. També habiten en zones amb sabana. No habiten zones completament desèrtiques i àrees boscoses, ni terrenys muntanyosos. La distribució també depèn del tipus de terreny i els suricates prefereixen terreny dur i ferm.

## Comportament

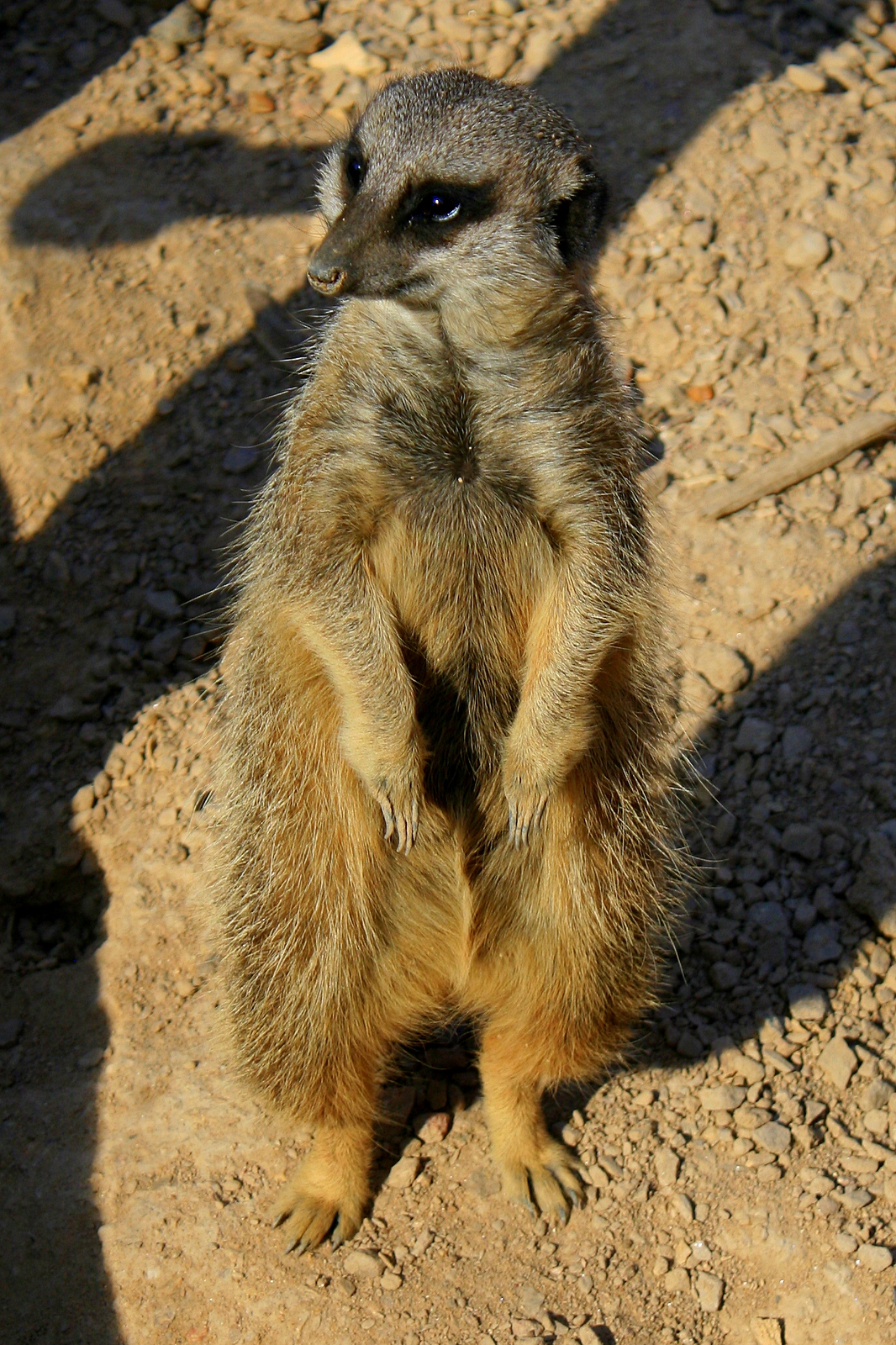
Un suricata dret sobre les potes del darrere

Els suricates són uns petits animals que viuen en grans xarxes subterrànies amb múltiples entrades que només abandonen durant el dia. Són molt sociables: viuen en colònies de 10 a 30 membres. La parella alfa sovint marca amb l'olor els subordinats del grup per expressar la seva autoritat i normalment, després d'això, els subordinats netegen els alfa i els llepen la cara. Aquest comportament també es practica normalment quan els membres del grup es retroben després d'un curt període de separació. La majoria dels suricates en un grup són germans o descendents de la parella alfa.
Els suricates mostren un comportament altruista en les seves colònies; un o més suricates es queden vigilant mentre la resta estan escorcollant o jugant, per avisar sobre algun perill. Quan s'observa un depredador, el sentinella dona un avís i la resta del grup marxa o s'amaga en un dels amagatalls creats al llarg del territori. El sentinella és el primer a reaparèixer de l'amagatall i mirar si hi ha depredadors. Si no veu perill, n'avisarà la resta que ja poden sortir.
Els suricates també són coneguts per compartir el seu cau amb la mangosta groga (Cynictis penicillata) o l'esquirol de terra, espècies amb les quals no competeixen per menjar. Si tenen mala sort, de vegades comparteixen el seu cau amb serps.
Els suricates ensenyen als més petits. Els joves de la majoria d'espècies aprenen observant els adults. Per exemple, els suricates adults ensenyen als més petits com menjar un escorpí verinós: li trauran el fibló i l'ajudaran a agafar la criatura.
Malgrat el seu comportament altruista, els suricates de vegades maten els membres més petits del seu grup. S'han vist alguns subordinats matant la descendència de membres més dominants, per millorar la posició de la seva pròpia descendència.
Recentment s'ha descobert que els crits dels suricates tenen un significat específic: indiquen serps o altres depredadors. També indiquen la urgència: si n'està lluny o a prop. De moment encara no se sap com funcionen.

## Dieta

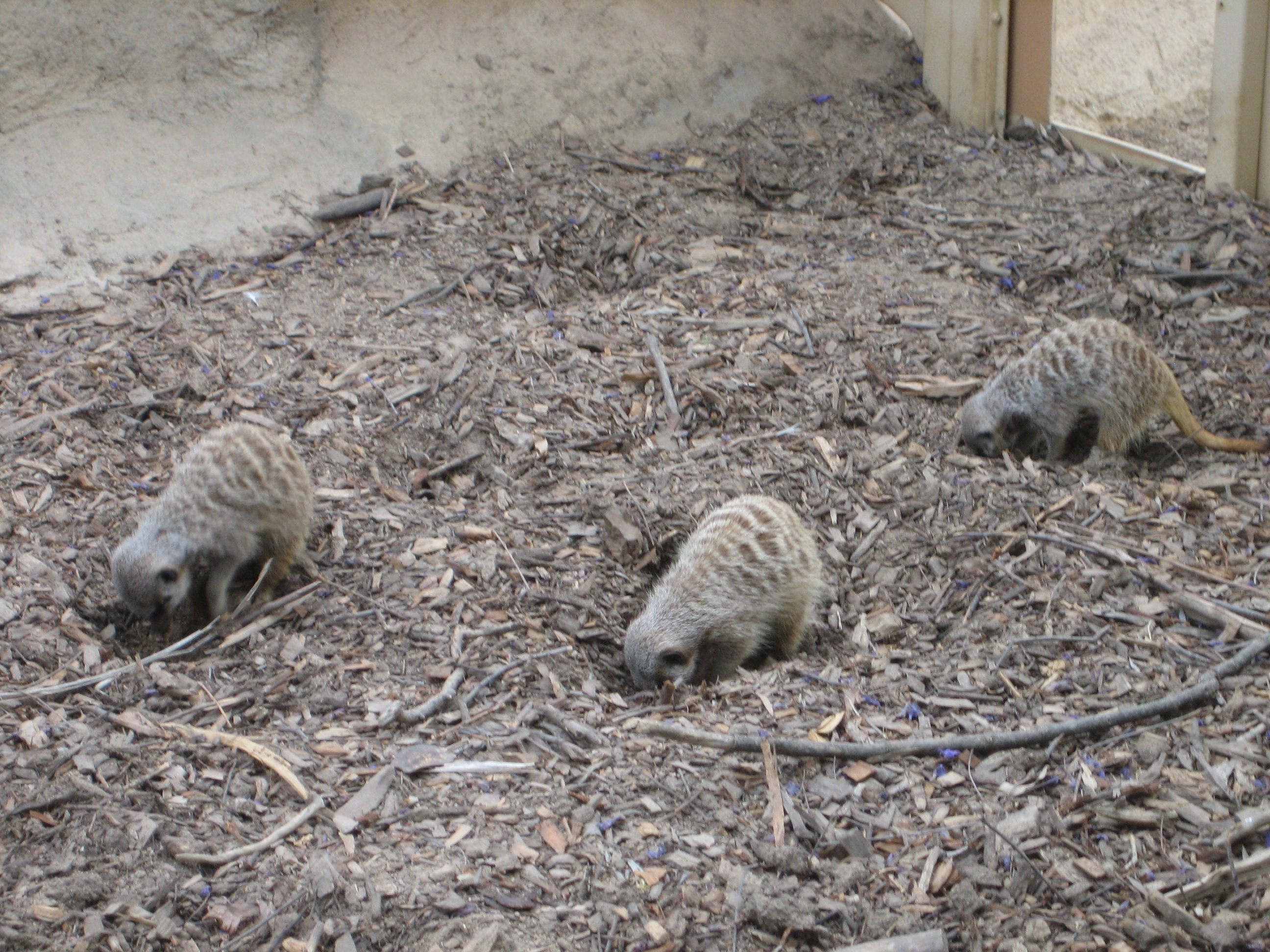
Suricates mostrant el comportament escorcollador al zoo Adelaide

Els suricates són principalment insectívors, però també mengen petits vertebrats, ous i plantes. Escorcollen regularment per aconseguir aquests aliments, excavant el terra. La seva dieta animal consisteix en un 82% d'insectes, 7% d'aràcnids, 3% de centpeus, 3% de milpeus, 2% de rèptils i, rarament (2%), petits ocells. Són immunes al fort verí dels escorpins del desert de Kalahari, al contrari que els humans. No tenen un excés de greix corporal, puix que escorcollar per buscar menjar és una necessitat diària.
Els suricates excaven en grup amb un «sentinella» vigilant que no s'acostin depredadors mentre la resta busquen menjar. Cada sentinella vigila durant una hora aproximadament. Els suricates joves no comencen a escorcollar menjar fins que tenen un mes i ho fan sota la tutela d'un membre més gran del grup. El sentinella que vigila piula si tot és correcte, mentre que, si observa perill, lladra fortament o xiula.

## Reproducció
Els informes realitzats en captivitat indiquen que el festeig previ a la còpula no n'és gairé elaborat. El mascle inicia el procés lluitant amb la femella. Si aquesta resisteix els intents del mascle de muntar-la, aquest la subjectarà pel clatell fins que es mostri submisa. Durant l'aparellament, el mascle envolta la femella per mantenir la posició fins que la còpula acaba.
Les femelles solen aparellar-se als dos anys. La temporada d'aparellament té lloc quan les condicions són favorables. A més, les femelles no mostren sincronia en el cicle estral, l'aparellament o en donar a llum. Per això, poden donar a llum durant tot l'any. No obstant això, en la natura, els naixements tenen lloc més sovint durant l'estació càlida i plujosa que va de l'agost al març. El període de gestació té una durada aproximada d'11 setmanes. En captivitat, una femella ha arribat a tenir 11 ventrades en 31 mesos. A la natura, poden arribar a tenir 3 ventrades a l'any, amb una mitjana de 3 cries per ventrada.
Els suricates són altricials i, per tant, neixen amb els ulls i les orelles tancades. En el moment de néixer no poden orinar ni defecar sense estimulació de la mare. Als 10 dies obren les orelles i entre els 10 i els 14 dies els ulls. Les cries són deslletades entre el 49è i el 63è dia i esdevenen sexualment madures al voltant de l'any.
Com en tots els mamífers, les mares donen a mamar llet a les cries. Les mares joves porten les seves cries agafades de qualsevol lloc, mentre que les mares més madures i experimentades les porten agafades pel clatell. Els pares poden desenvolupar un paper actiu en la cria vigilant els cadells. A causa de la seva naturalesa social, els individus sense aparellar formen part del grup, ajudant, vigilant o alimentant les cries.

## Subespècies
- Suricata suricatta iona (Cabral, 1971)
- Suricata suricatta marjoriae (Bradfield, 1936)
- Suricata suricatta suricatta (Schreber, 1776)